# Rittergut Egestorf
Das Rittergut Egestorf war ein Rittergut in der Nähe des heutigen Barsinghäuser Stadtteils Egestorf (Deister) in der Region Hannover in Niedersachsen.

## Geschichte
Mit dem Rittergut Egestorf belehnte der Bischof von Minden Anfang des 14. Jahrhunderts die Familie von Lenthe. Henning Grotian übernahm den von Frondiensten und anderen Pflichten freien Burghof Anfang des 16. Jahrhunderts. Mit dem Rittergut war lange das Patronat der Klosterkirche Barsinghausen verbunden. In der 2. Hälfte des 16. Jahrhunderts folgte die Familie von Schwartz.
Der Rittergutsbesitzer Leo Johan Schwartze erwarb im Jahr 1669 das sogenannte Obergut an der Nienstedter Straße mitsamt einem kurz zuvor dort errichteten großen „Pallatium“ von der Witwe des Egestorfer Holzgraf Erich Daniel Huldersen. Bald darauf übertrug er mit Genehmigung von Herzog Johann Friedrich die Rechte und Privilegien seines alten Rittergutes auf das erworbene Obergut.
Seit Mitte des 17. Jahrhunderts war das Rittergut verlassen und wurde bald darauf als „ein verfallenes wüstes Haus“ oder „ganz ruinirten adelichen guthe“ beschrieben. Als Ende des 18. Jahrhunderts das Gelände planiert wurde, fanden sich noch Gebäudereste und vom ehemals zumindest das Hauptgebäude umgebenden Wall Steine „so groß wie eine Biertonne“. Das am damaligen Lauf der Beerbeeke nordwestlich des alten Dorfkerns gelegene Gut war vermutlich von einem Wassergraben umgeben. An das Rittergut erinnert in Egestorf noch der Flurname „Altes Gut“. Die Fläche an der Umgehungsstraße wird als Ackerland genutzt.

## Sonstiges
Während das Rittergut Egestorf abgetragen wurde, sind zwei an anderen Stellen in Egestorf entstandene Güter erhalten. Das sogenannte Untergut am Ostrand des alten Dorfkerns und das Obergut im Südwesten.